# ハーム・オッテンブロス

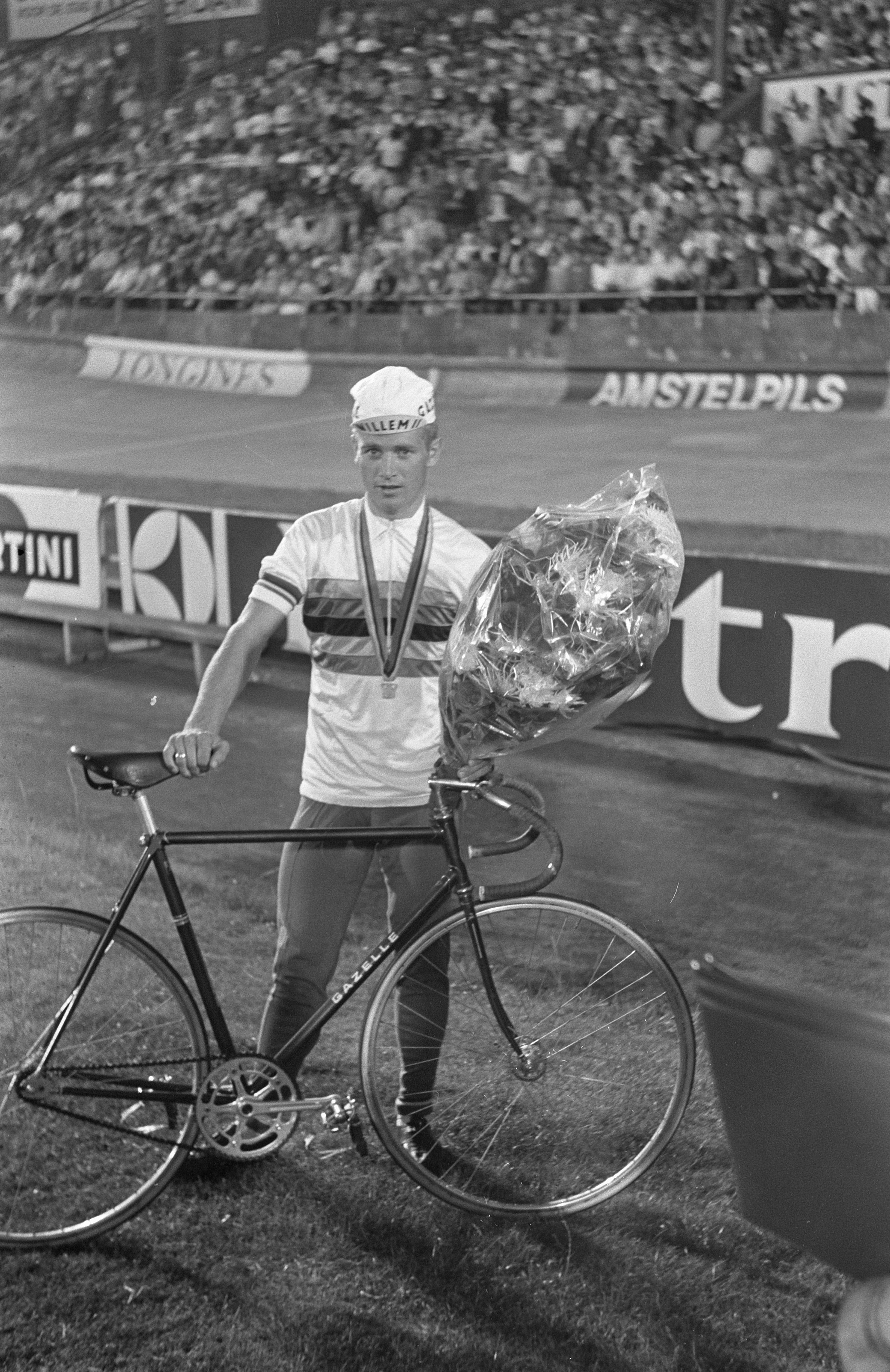
ハーム・オッテンブロス

ハーム・オッテンブロス（Harm Ottenbros、1943年6月27日 - 2022年5月5日）は、オランダ、アルクマール出身の元自転車競技（ロードレース）選手。

## 経歴
本名はハーミン・オッテンブロス（Harmin Ottenbros）。
1967年から1976年までプロ生活を送り、1969年の世界選手権自転車競技大会・プロロードレースで優勝を果たした。この他、ツール・ド・スイスで区間通算2勝を挙げた。
1976年、オーステルスヘルデへと向かう途中にあるゼーラント橋から投身自殺を図ろうとし、未遂となったものの、2年間寝たきり生活となったばかりか、後遺症により、知的機能障害を被った。
現在は彫刻家として活動している。